# Grand Falls Plaza (Misuri)
Grand Falls Plaza es un pueblo ubicado en el condado de Newton en el estado estadounidense de Misuri. En el Censo de 2010 tenía una población de 114 habitantes y una densidad poblacional de 458,5 personas por km².

## Geografía
Grand Falls Plaza se encuentra ubicado en las coordenadas 37°2′10″N 94°32′21″O / 37.03611, -94.53917. Según la Oficina del Censo de los Estados Unidos, Grand Falls Plaza tiene una superficie total de 0.25 km², de la cual 0.25 km² corresponden a tierra firme y (0%) 0 km² es agua.

## Demografía
Según el censo de 2010, había 114 personas residiendo en Grand Falls Plaza. La densidad de población era de 458,5 hab./km². De los 114 habitantes, Grand Falls Plaza estaba compuesto por el 94.74% blancos, el 0% eran afroamericanos, el 3.51% eran amerindios, el 0% eran asiáticos, el 0% eran isleños del Pacífico, el 0% eran de otras razas y el 1.75% pertenecían a dos o más razas. Del total de la población el 0.88% eran hispanos o latinos de cualquier raza.